# Helvella acetabulum
Helvella acetabulum (Carl von Linné, 1753 ex Lucien Quélet, 1874) din încrengătura Ascomycota, în familia Helvellaceae și de genul Helvella, este o ciupercă comestibilă, fiind denumită în popor cupa drumețului, păhărele  sau păhăruțe. Acest burete saprofit crește preponderent în grupuri mai mari, nu rar în tufe, pe soluri calcaroase, preferând o împrejurime mai umedă. El se poate găsi în România, Basarabia și Bucovina de Nord în păduri de foioase și păduri de conifere, la marginea de poteci și a drumurilor, prin parcuri, grădini, deseori sub plopi și stejari, pe lângă trunchiuri aflați în putrefacție, câteodată pe lemn mort îngropat în pământ. Timpul apariției este  de obicei primăvara, din aprilie până în iunie, dar se găsește de asemenea, dar mult mai rar și toamna, din septembrie până noiembrie.
Epitetul acetabulum este derivat din limba latină. Astfel a fost numită în Roma Antică o cupă mică cu oțet, servită la masă. Mai departe, cuvântul înseamnă sosieră, cupa unui prestidigitator și în medicină cavitatea glenoidă (vezi imaginile mai jos pe dreapta).

## Taxonomie

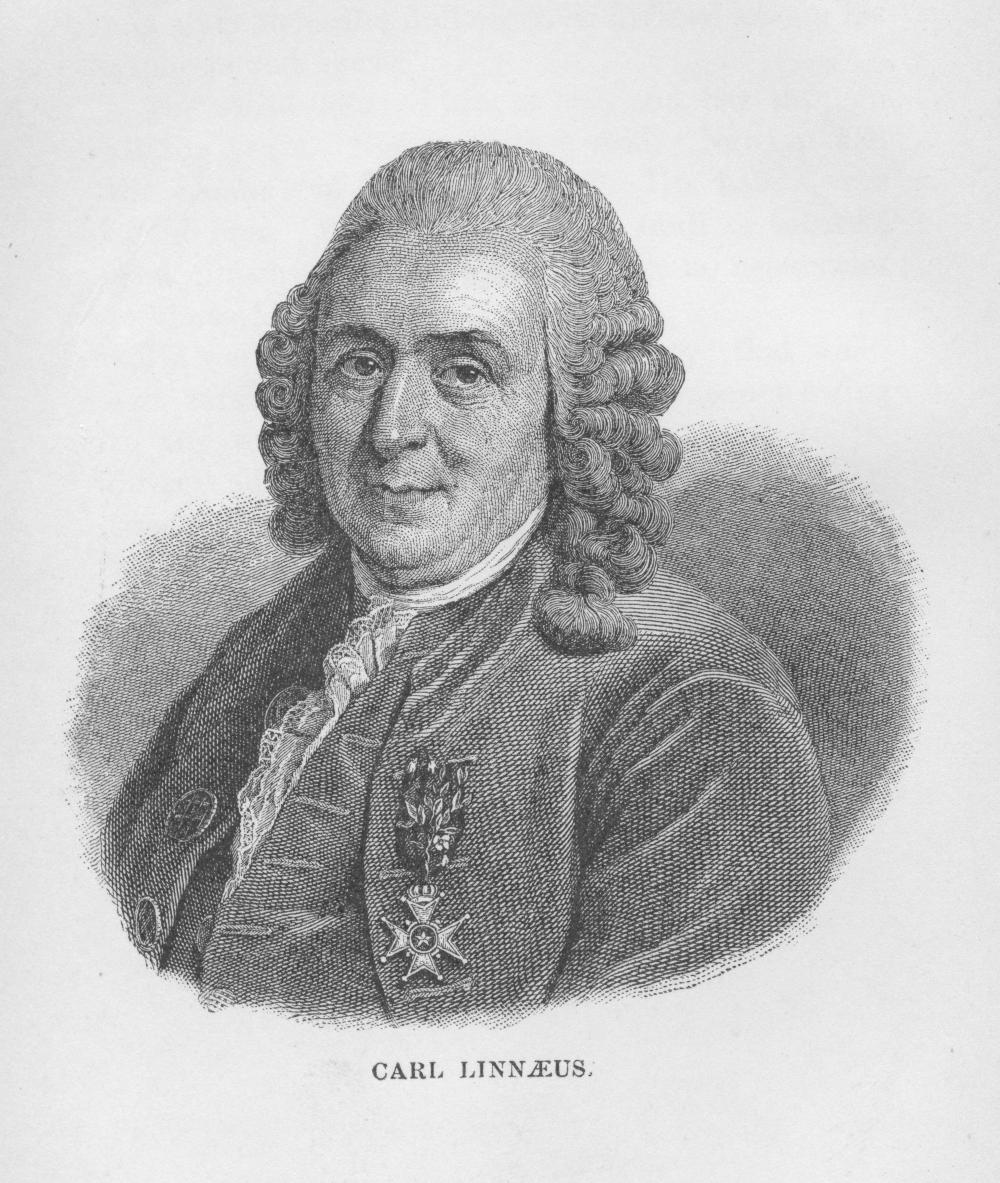
Carl v. Linné

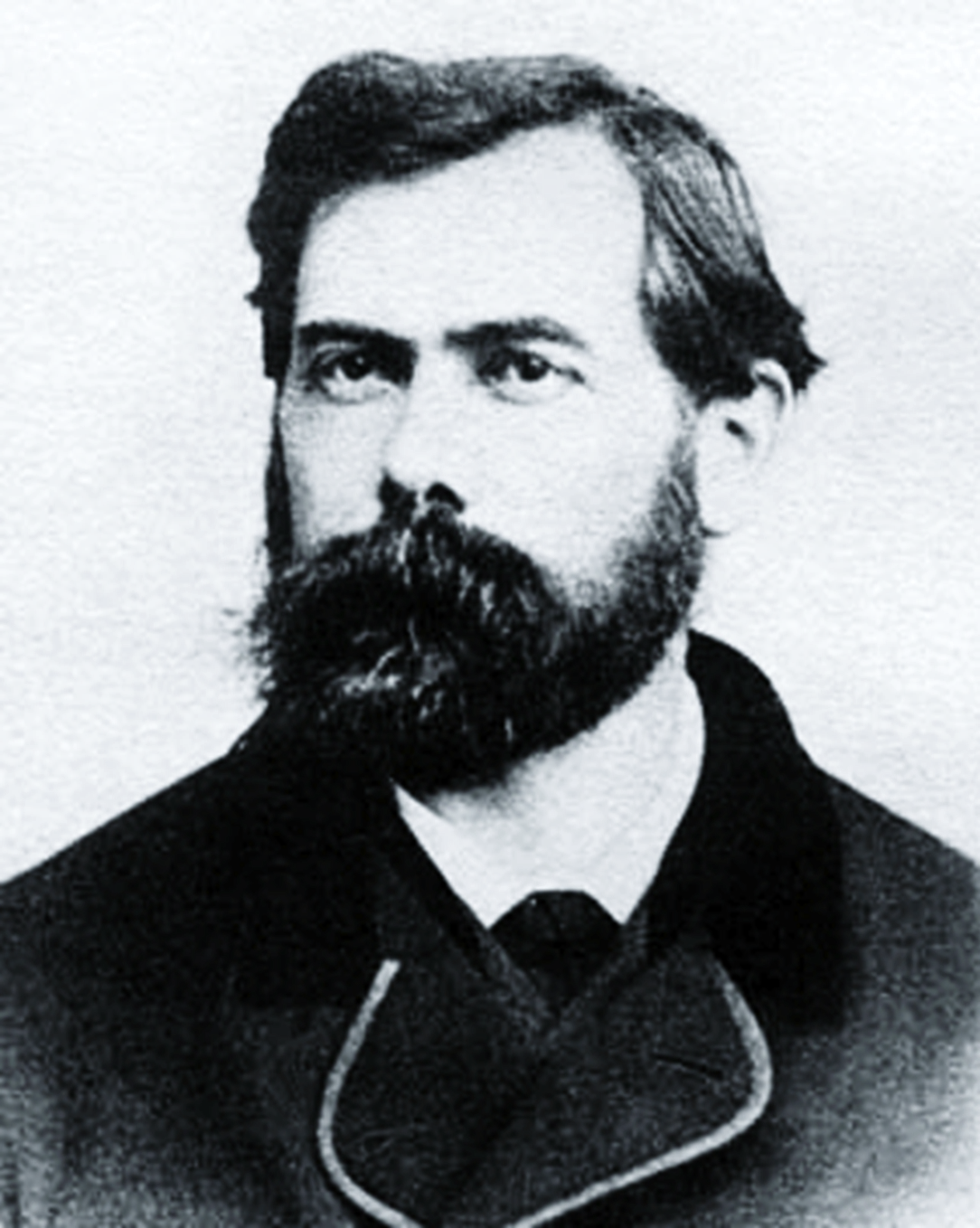
Lucien Quélet

Și păhăruțele sunt discutate controversat între micologi până în prezent (2019), ca multe alte genuri/specii din ordinul Pezizales.
Această specie a fost descrisă pentru prima dată ca Peziza acetabulum de către faimosul savant suedez Carl von Linné în volumul al 2-lea al operei sale Species Plantarum din 1753 și transferată, în anul 1874, de către micologul francez Lucien Quélet la genul Helvella cu același epitet, publicat în jurnalul micologic Hyménomycètes.
Renumitul om de știință sud-african Christian Hendrik Persoon a descris specia, aproape 50 de ani mai târziu, în 1801, independent de Linné, sub denumirea Peziza sulcata, de verificat în volumul 2 al operei sale Synopsis methodica Fungorum din 1801.
Problemele actuale au început, după ce micologul german Leopold Fuckel a transformat genul Peziza secția Acetabula a lui Elias Magnus Fries în genul independent Acetabula, transferând și păhăruțele sub denumirea Acetabula sulcata bazată pe Persoon. Dar a creat în plus „specia foarte similară”, cum a scris, Acetabula vulgaris, de verificat în marea sa publicație Enumeratio fungorum Nassoviae (459 de pagini) în jurnalul Jahrbücher des Nassauischen Vereins für Naturkunde din 1870. Aceste două taxonomii s-au ținut până la sfârșitul secolului trecut. 
Acum, Mycobank se ține de Fuckel, și tot mai acceptă cele două specii, pe când celelalte bănci de date științifice pentru fungi văd în termenul Acetabula vulgaris doar un sinonim pentru Helvella acetabulum.
Până la denumirea Paxina acetabulum a lui Otto Kuntze, publicată în volumul 2 al lucrării sale Revisio generum plantarum:vascularium omnium atque cellularium multarum secundum leges nomenclaturae internationales cum enumeratione plantarum exoticarum in itinere mundi collectarum din 1891, care se mai poate descoperi și pe pagini române, toate celelalte încercări de redenumire nu sunt folosite și astfel neglijabile (vezi o selecție în infocaseta).

## Descriere

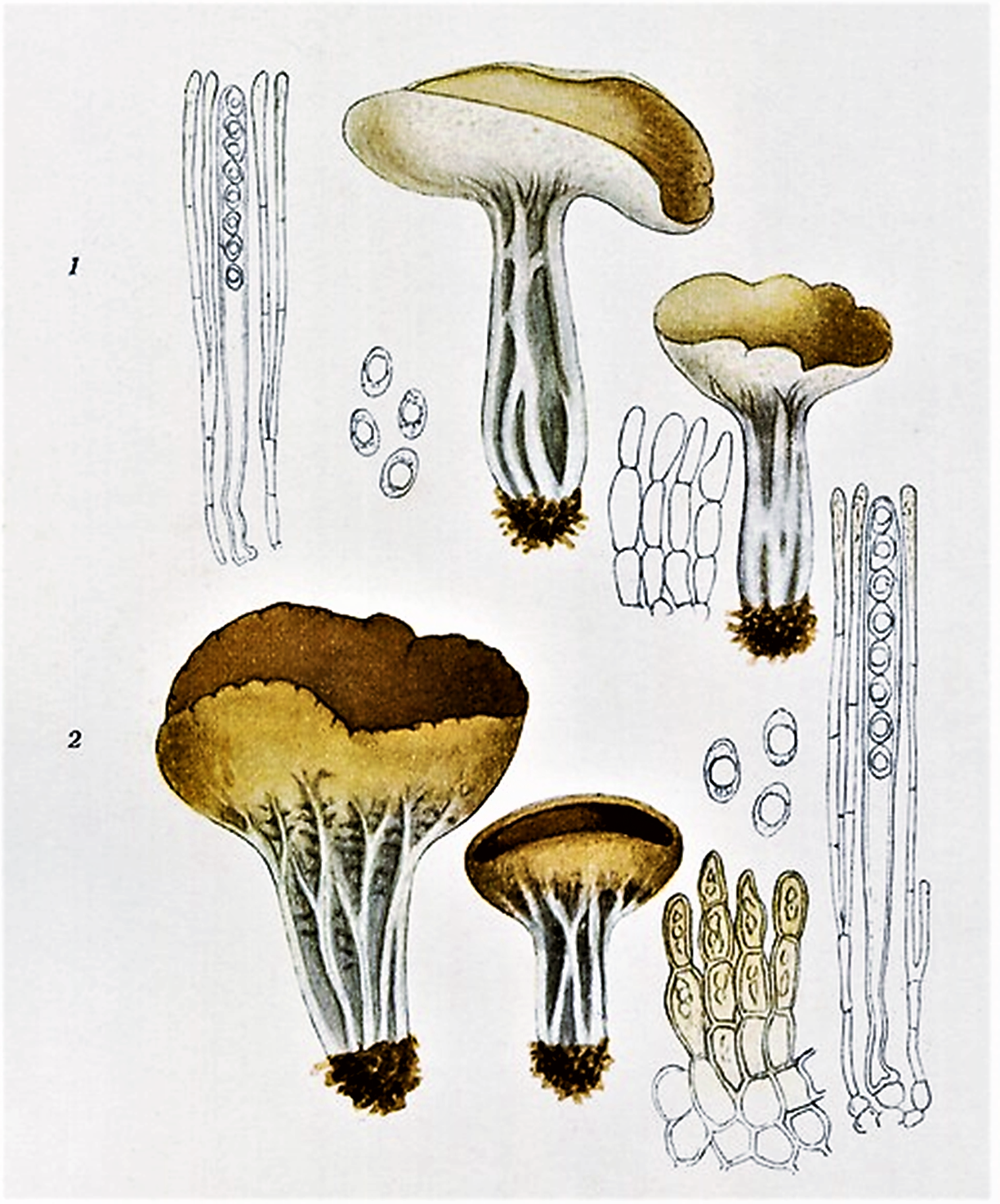
Bres.: A. sulcata și A. vulgaris

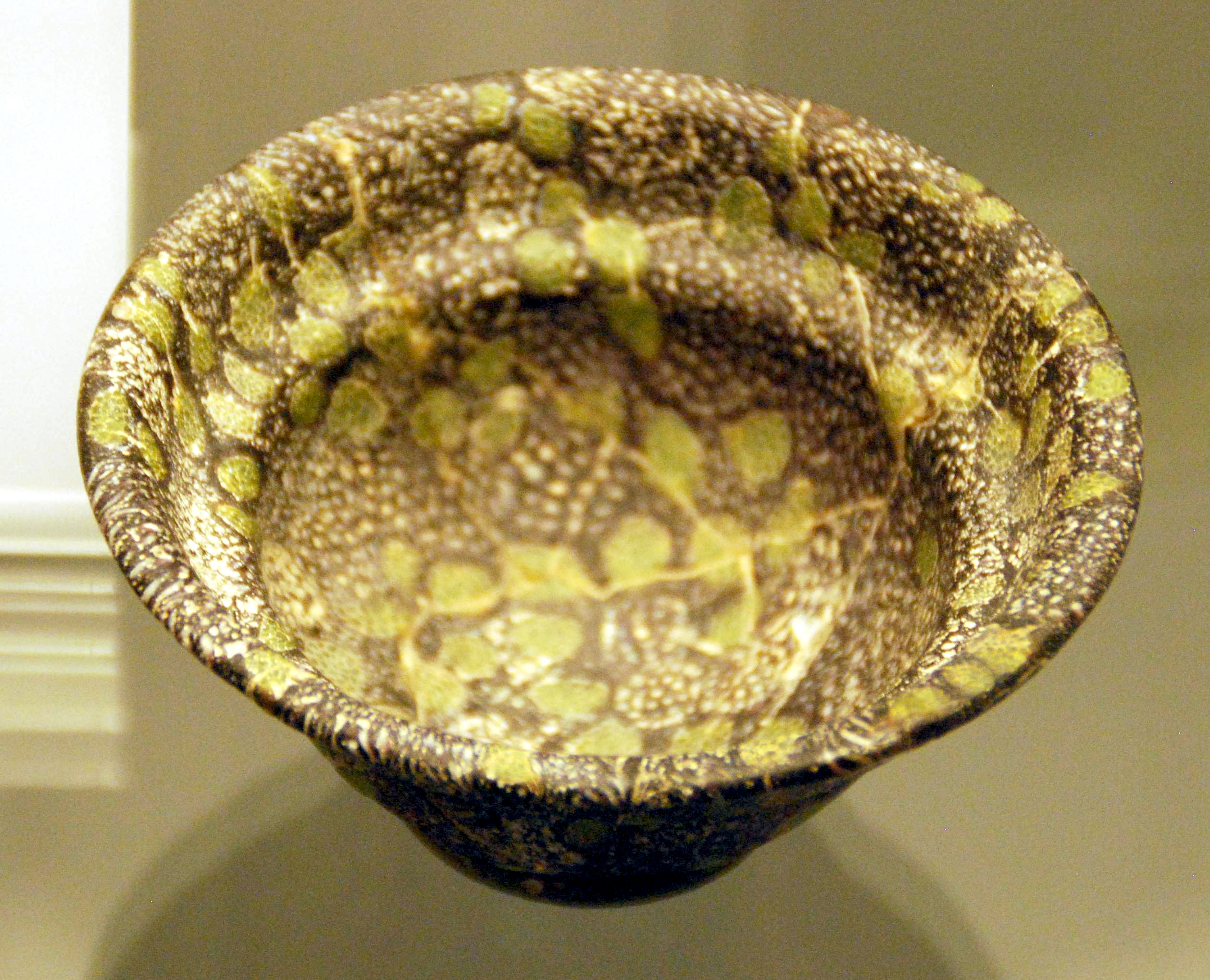
Un acetabulum roman

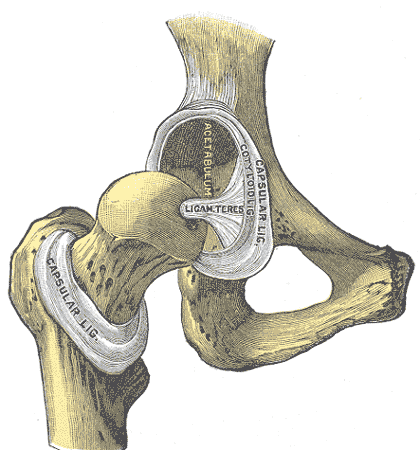
Articulație cu Acetabulum

- Corpul fructifer: are un diametru de 3-6 (8) cm, inițial în forma unei cupe mici care, pe măsură ce ciuperca  se maturizează, se lărgește și aplatizează, rămânând mereu clar adâncită în centru, cu marginea deseori ondulată și crestată. Suprafață interioară (superioară), cea fertilă (adică cea care va produce sporii), care, la maturitate, la cea mai mică adiere de vânt sau atingere se vor ridica ca un fum albicios, este netedă și de culoare variabilă, de la maroniu deschis până brun gălbui, gri-brun, peste brun-roșcat până - la bătrânețe sau pe timp uscat - brun închis. Suprafața exterioară (inferioară), este de culoare mai deschisă, chiar albicioasă către bază, și flocoasă, cleioasă, pătrunsă de nervuri groase ascendente de la bază.
- Piciorul: are o înălțime de 2-7 (11) cm, o lățime de 1-2,5 cm și până la 0,5 cm grosime în pereți, fiind în tinerețe plin, mai târziu gol în interior. El este destul de scurt, bont și la bătrânețe regresat în formă de cupă, zgrunțuros, de o consistență mai dură decât pălăria și prezintă caneluri adânci precum gropuri izbitoare. Coloritul este la început alb, apoi albicios-gălbui până deschis maroniu.
- Carnea: este albă, fragilă și ceva gelatinoasă, în picior ceva mai tare, cu miros imperceptibil la ciupercile tinere, pământos și stătut la cele bătrâne și cu gust plăcut, dar nespecific.[4][5][6]
- Caracteristici microscopice: are spori elipsoidali, netezi, tineri hialini (translucizi) cu o picătură uleioasă în centru, având o mărime de 16-20 x 11-14 microni. Pulberea lor est albicioasă. Ascele lungi măsoară 300-360 x 16-18 microni și poartă 8 spori. Parafizele (celule sterile între asce) măsoară 5-6 microni, fiind ramificate, cilindrice până slab clavate, septate, cu vârfuri rotunjite, și ele hialine sau ușor maronii.[19][20]
- Reacții chimice: nu sunt cunoscute, nu arată nici măcar cu hidroxid de potasiu decolorări pe cuticulă sau în carne.[21]

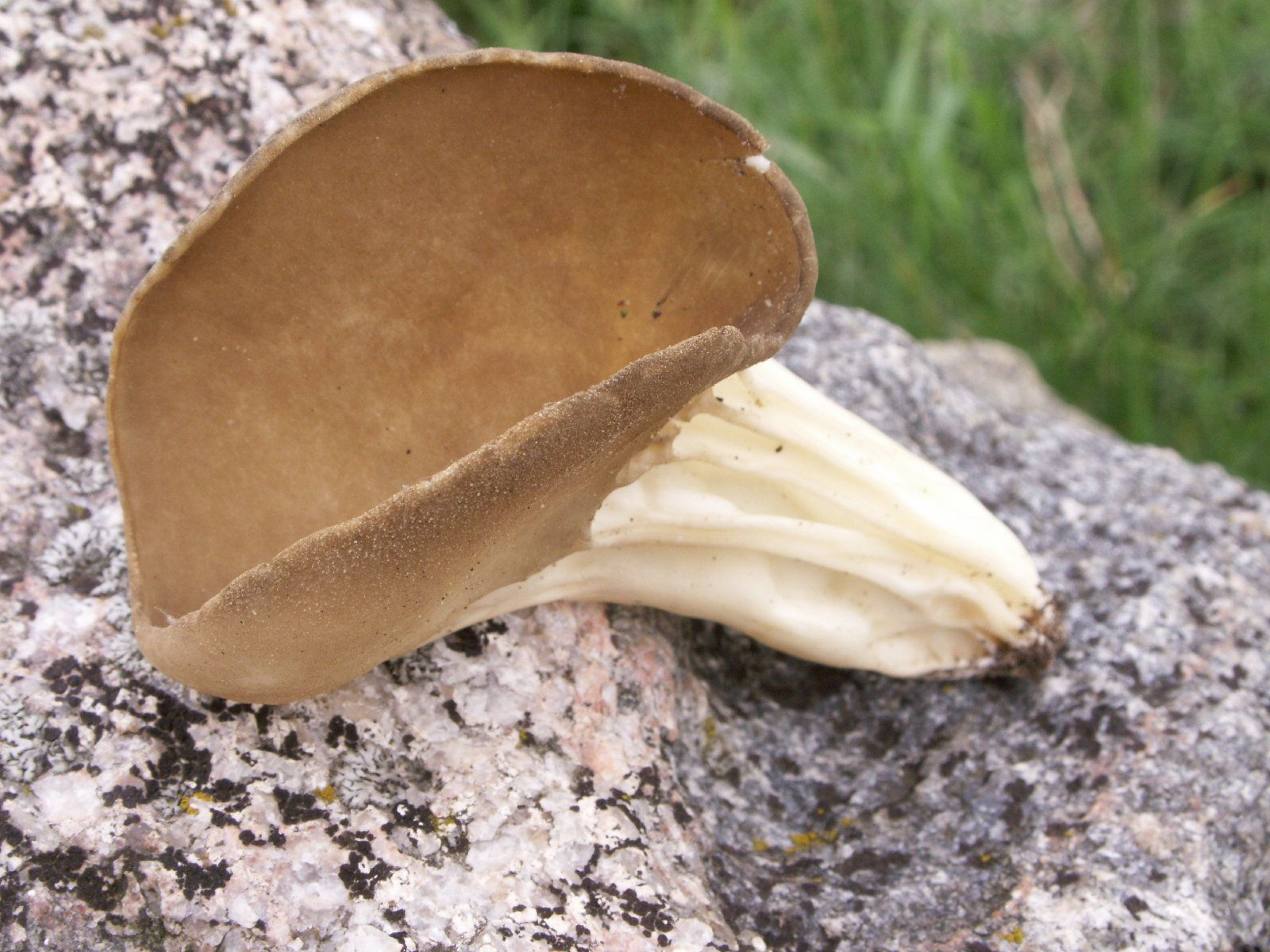
H. acetabulum, partea inferioară și picior
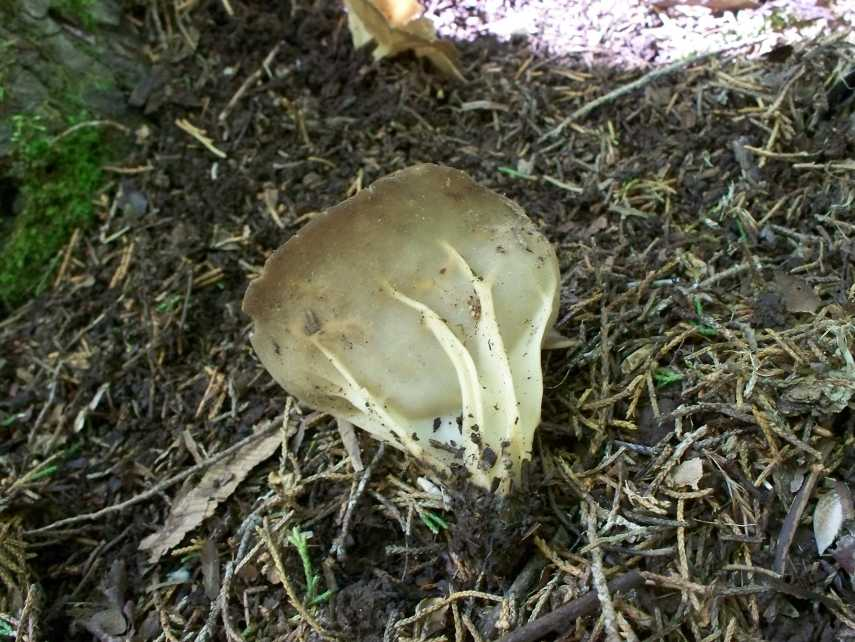
H. acetabulum,nervuri groase pe partea exterioară
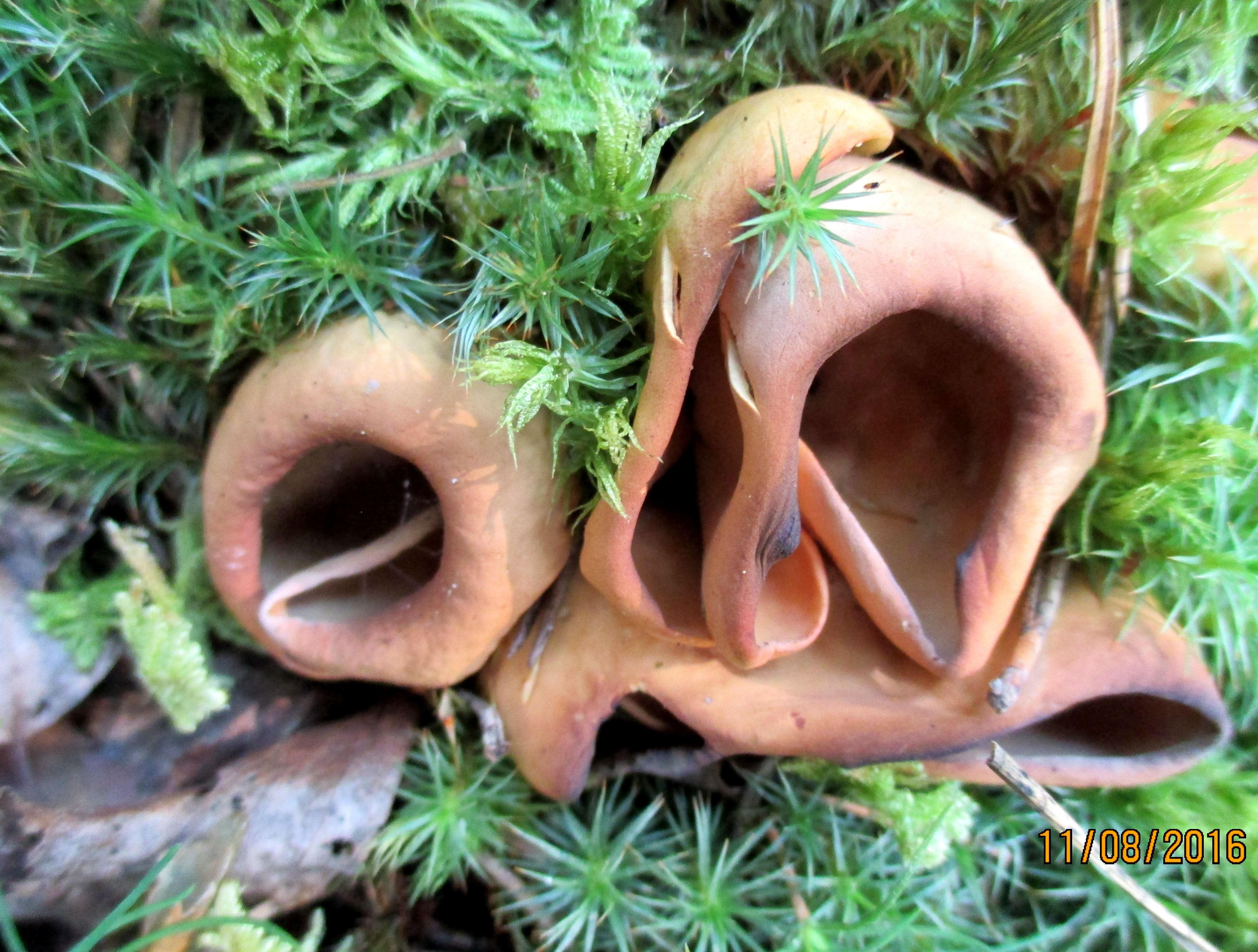
H. acetabulum tinere
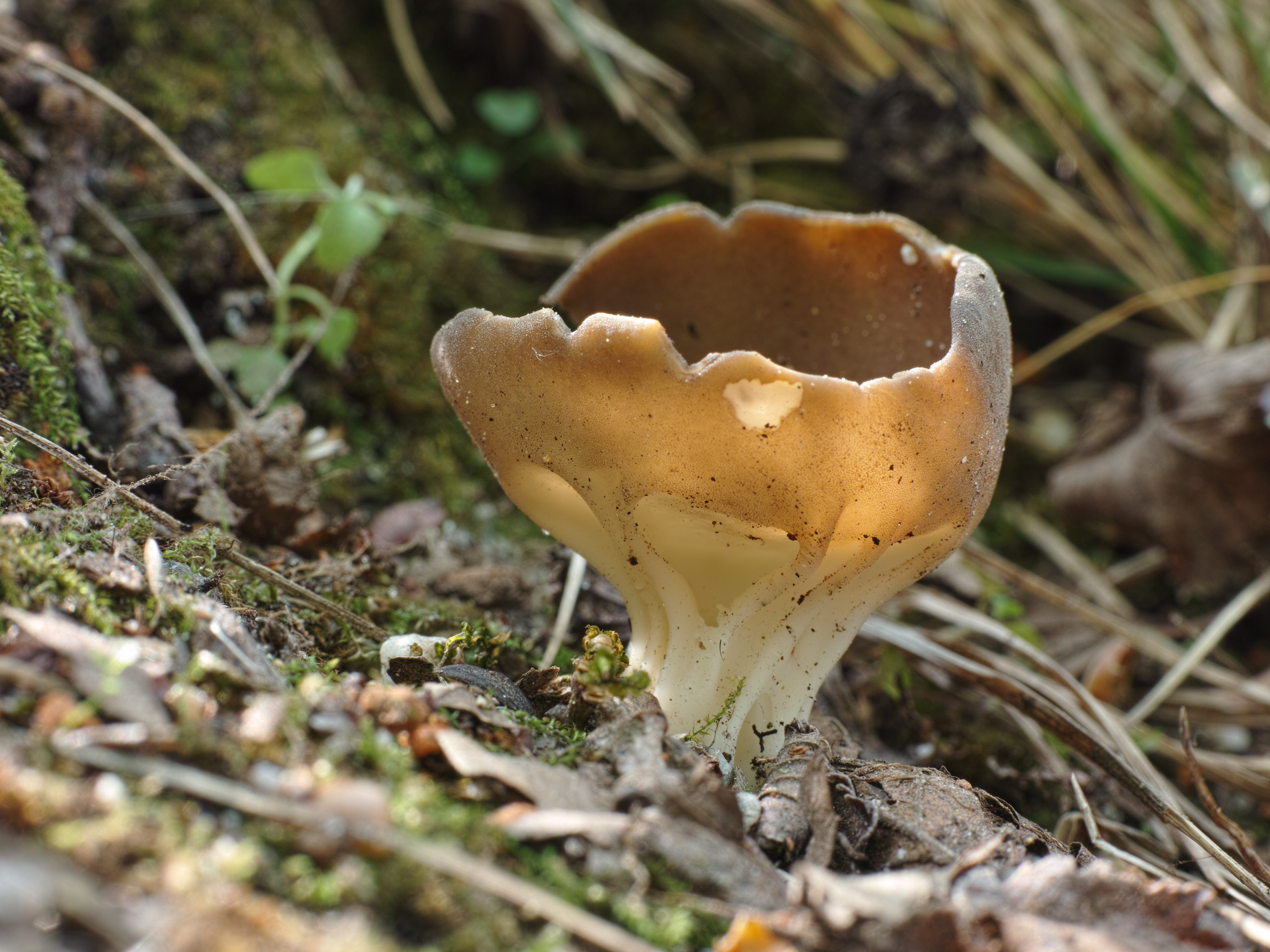
H. acetabulum matur
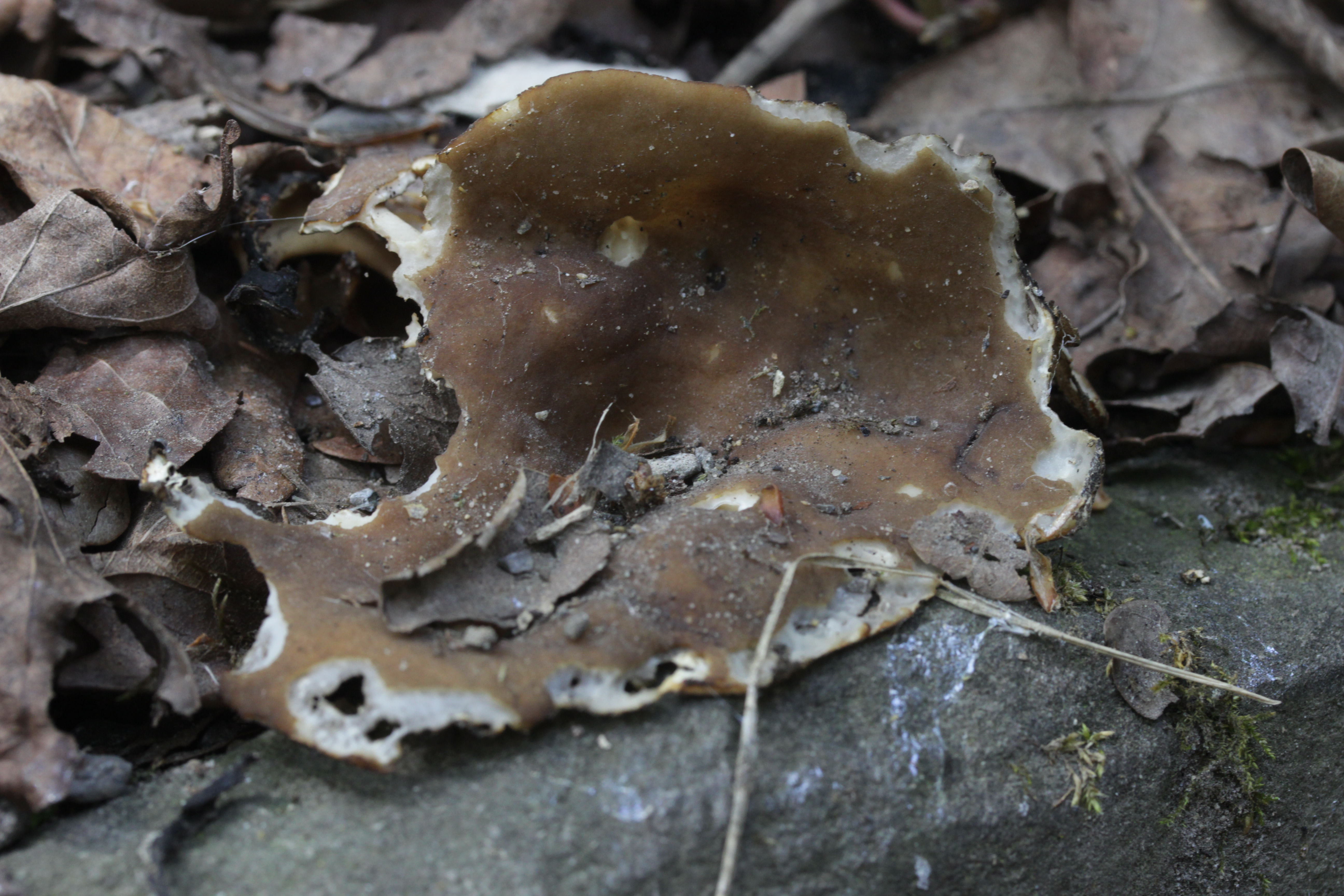
H. acetabulum bătrână

## Confuzii
Păhăruțele pot fi confundate  cu specii asemănătoare ale ordinului Pezizales, ca de exemplu: Aleuria aurantia (comestibilă), Disciotis venosa (comestibilă), Gyromitra infula tânără (comestibilă, destul de rară), Helvella albella (comestibilă), Helvella atra (comestibilă), Helvella compressa (comestibilă), Helvella elastica (comestibilă), Helvella ephippium (necomestibilă), Helvella fusca (comestibilă), Helvella lacunosa (comestibilă), Helvella leucomelaena (în principiu necomestibilă), Helvella monachella (comestibilă),Helvella queletii (comestibilă), Helvella solitaria (comestibilă), Helvella spadicea (comestibilă) sau cu Pseudorhizina sphaerospora (necomestibilă).

## Specii de ciuperci asemănătoare

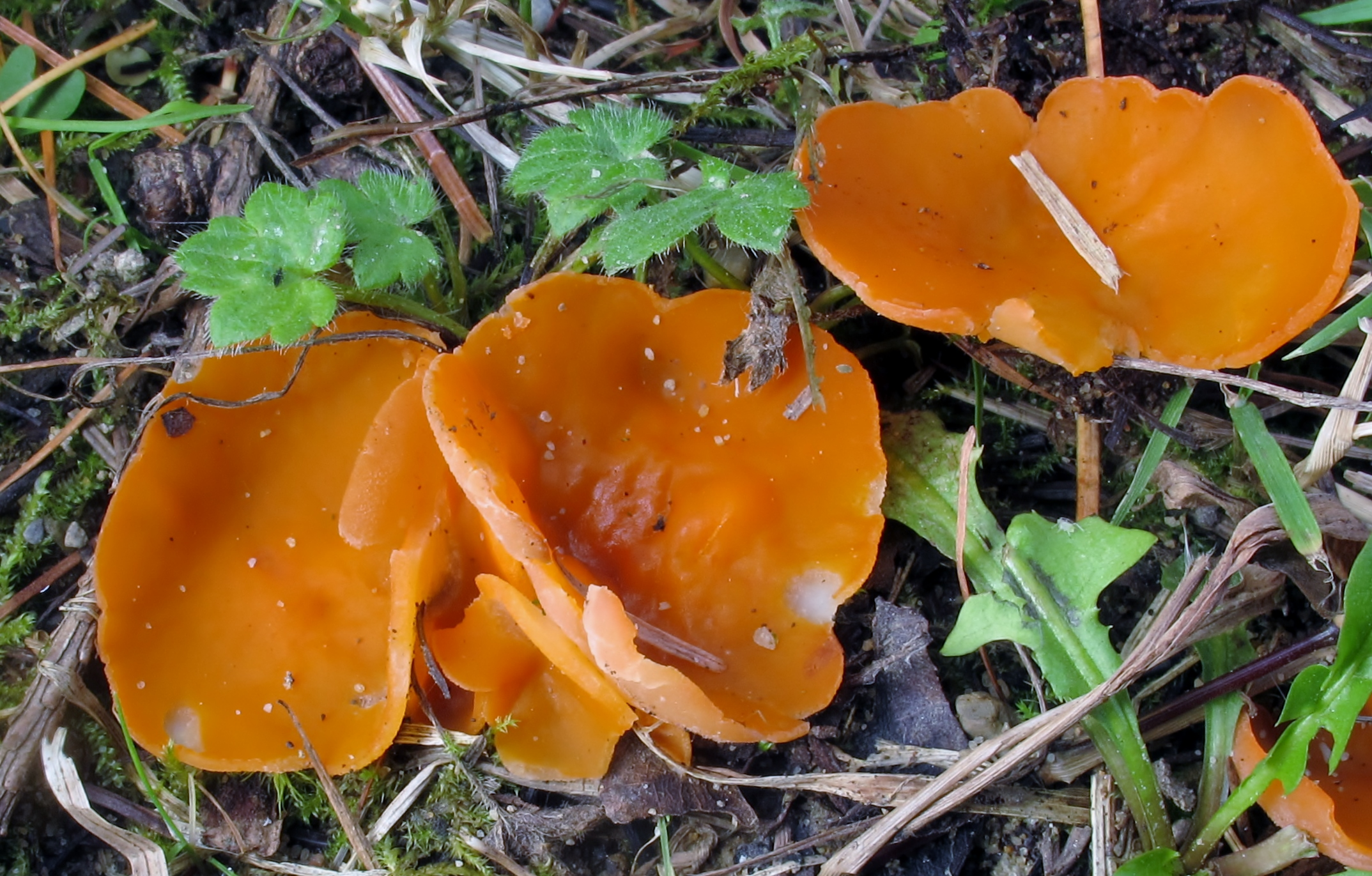
Aleuria aurantia
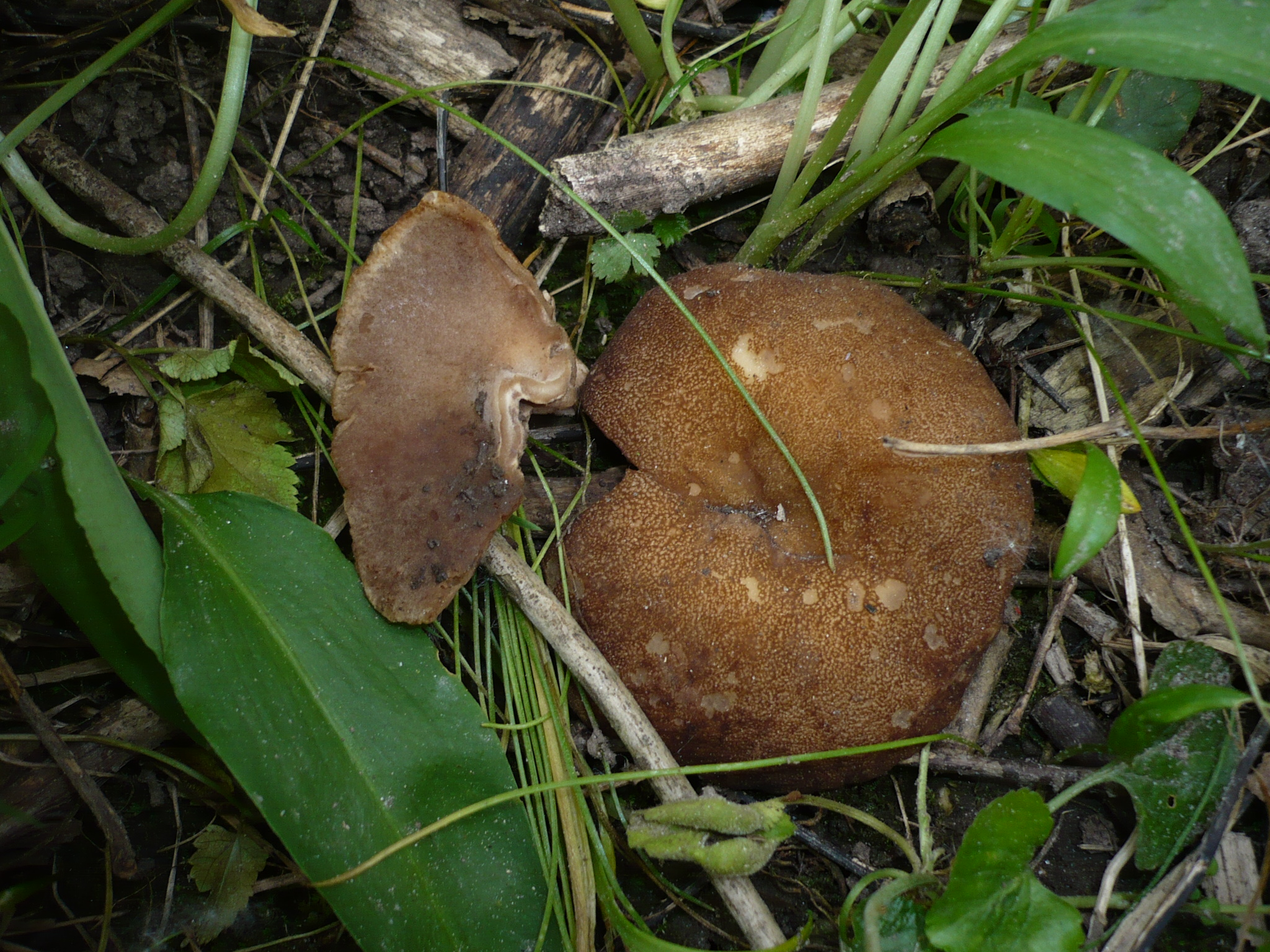
Disciotis venosa
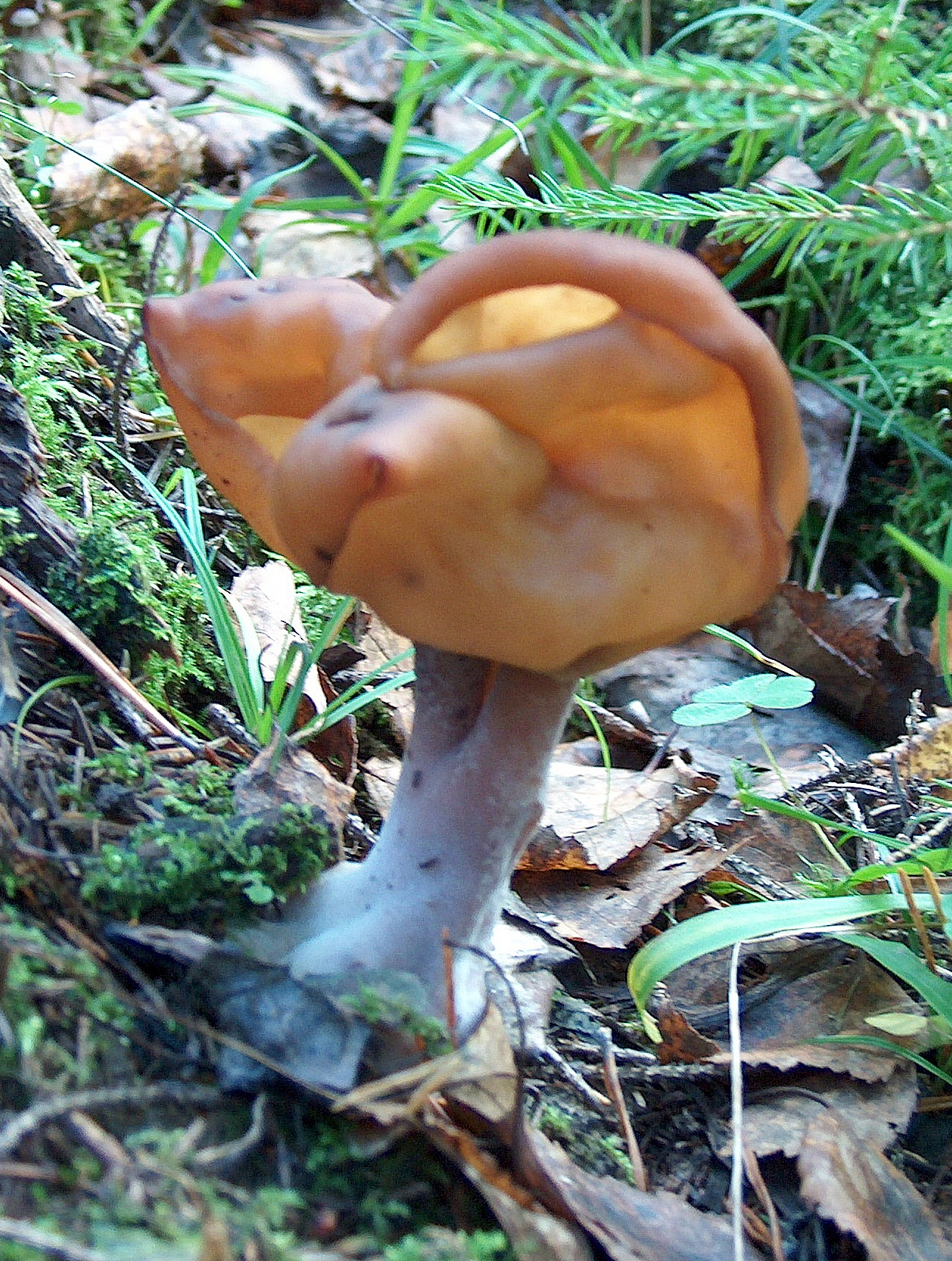
Gyromitra infula
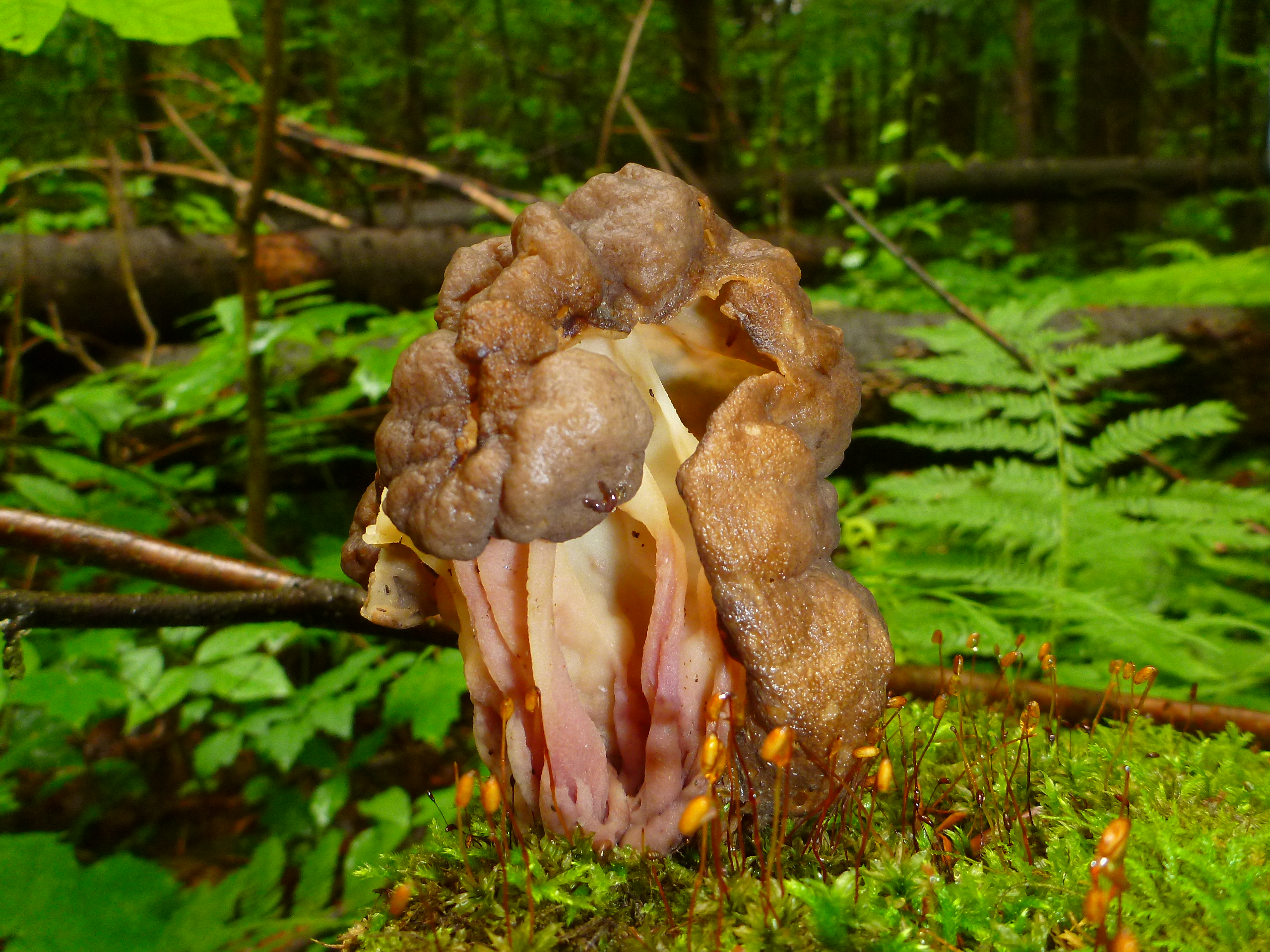
Gyromitra (Pseudorhizina) sphaerospora
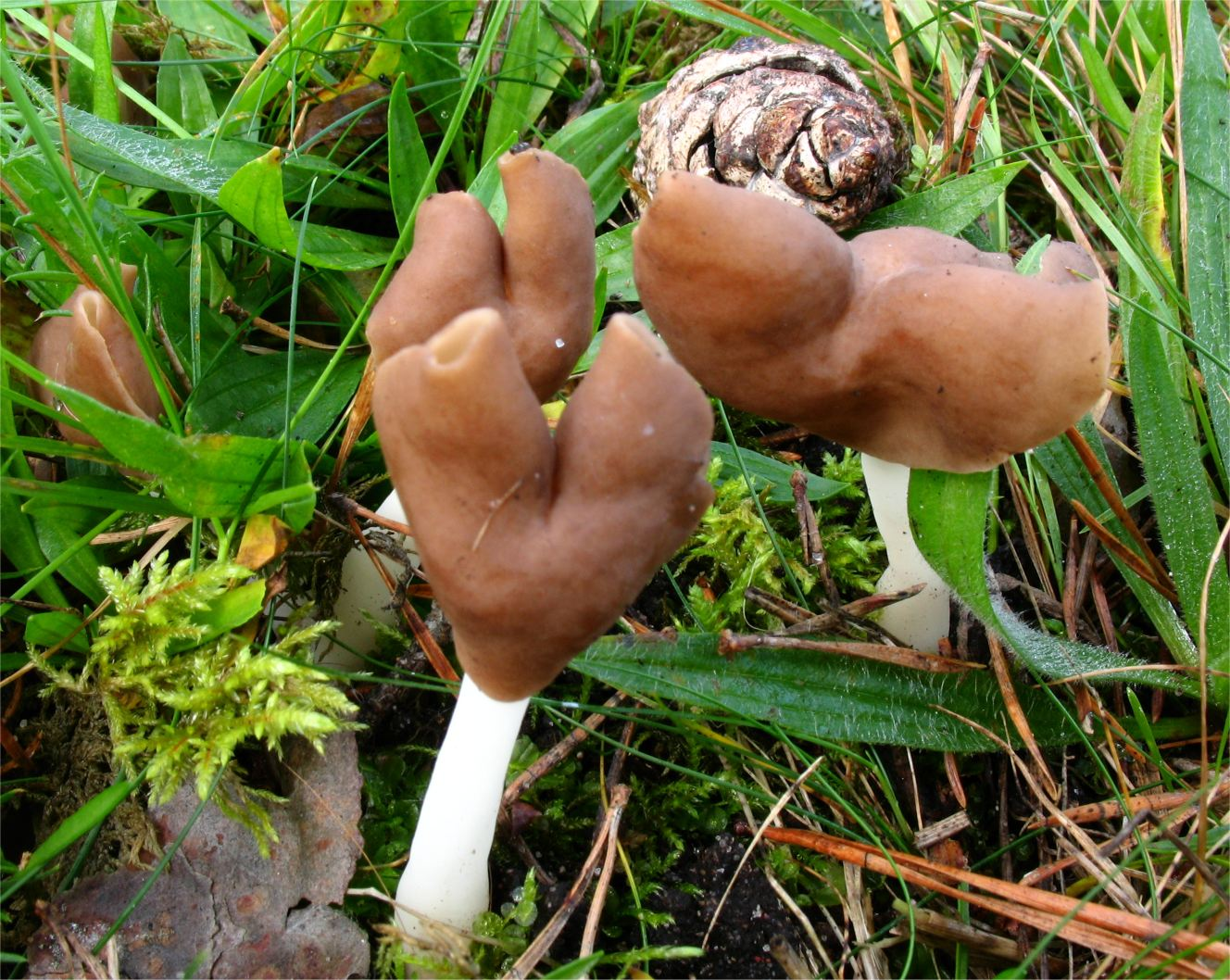
Helvella albella

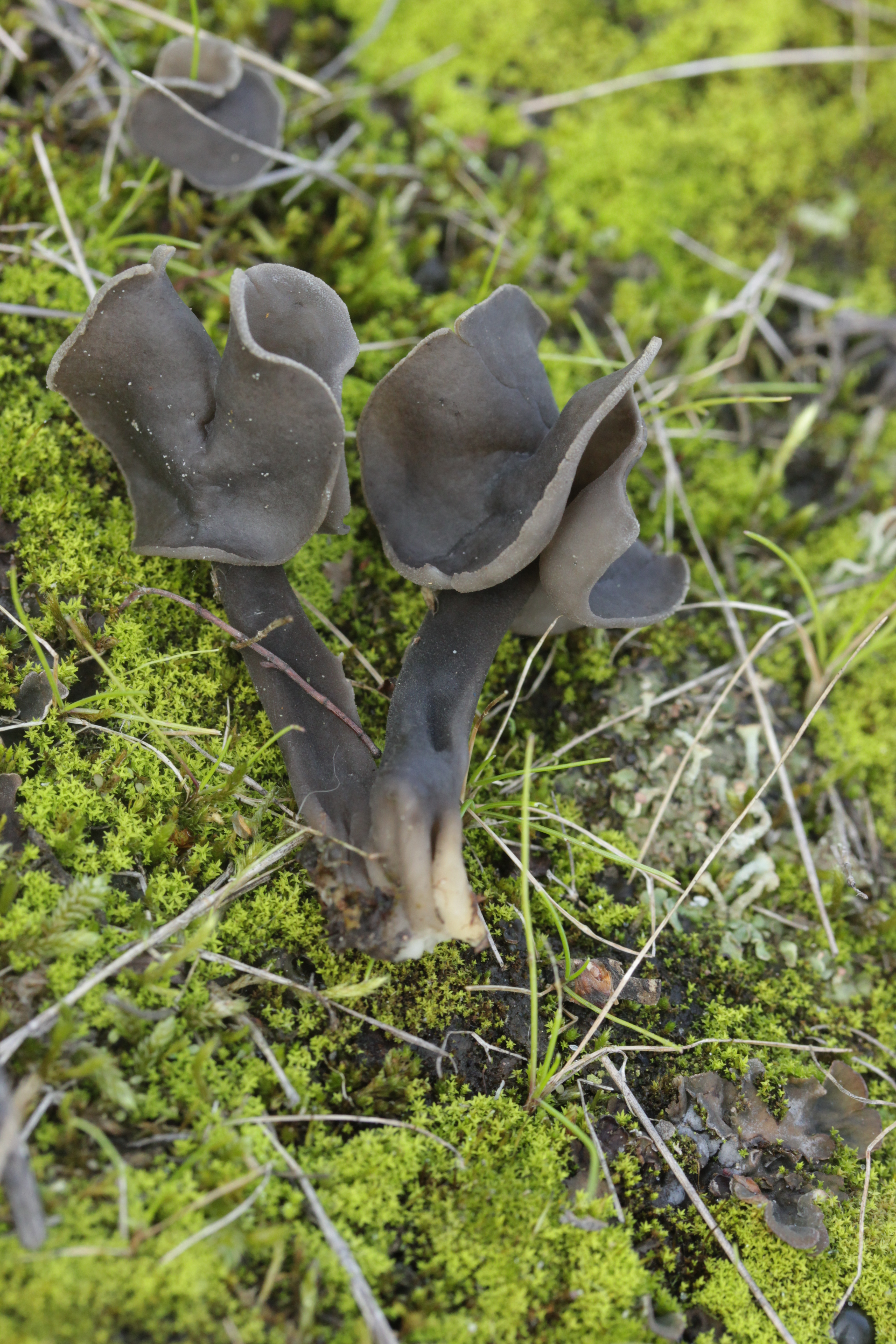
Helvella atra
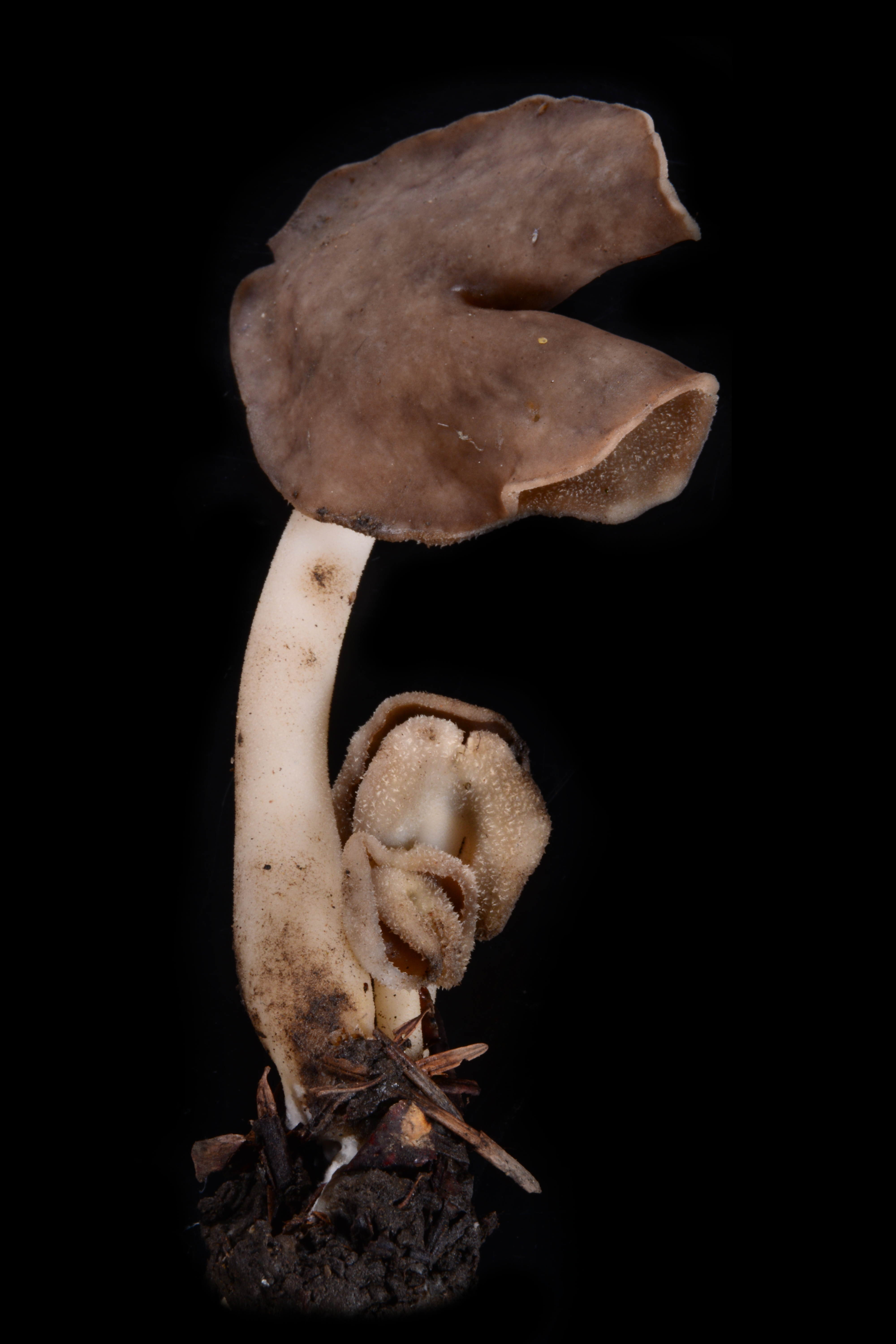
Helvella compressa
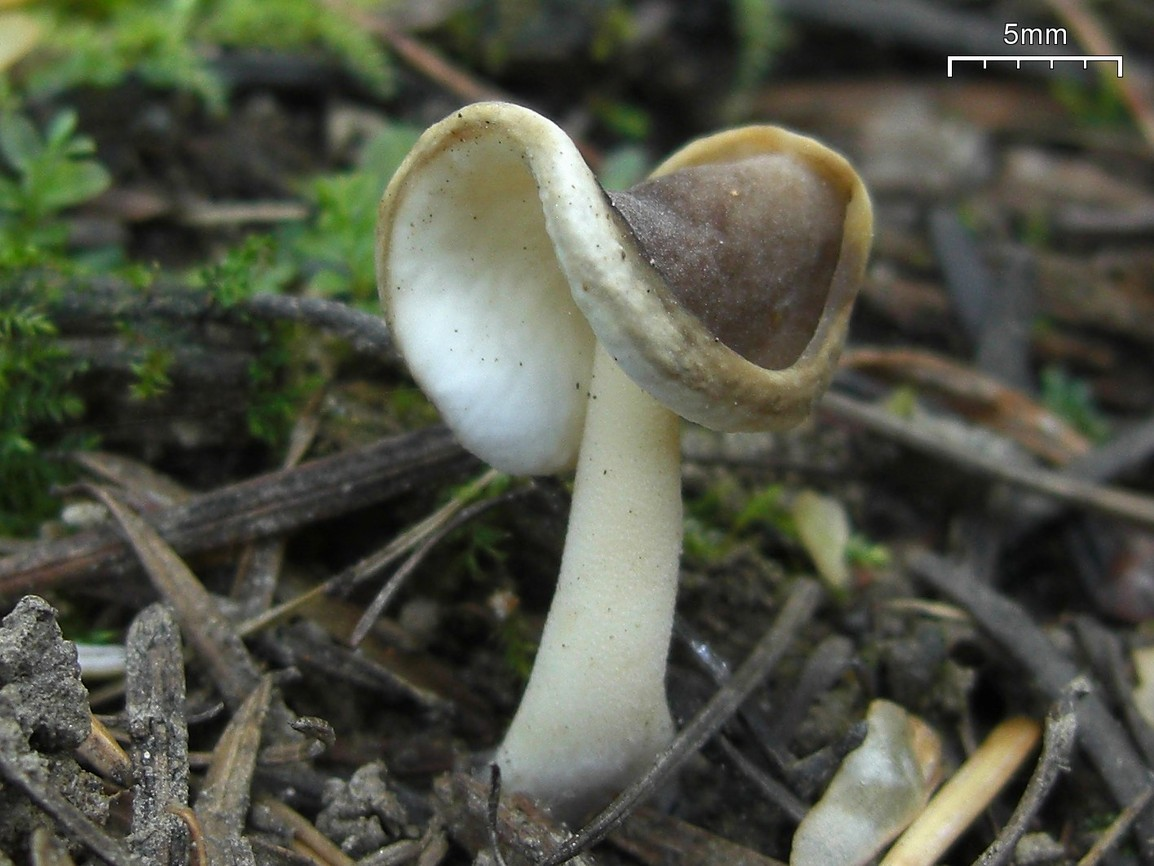
Helvella elastica
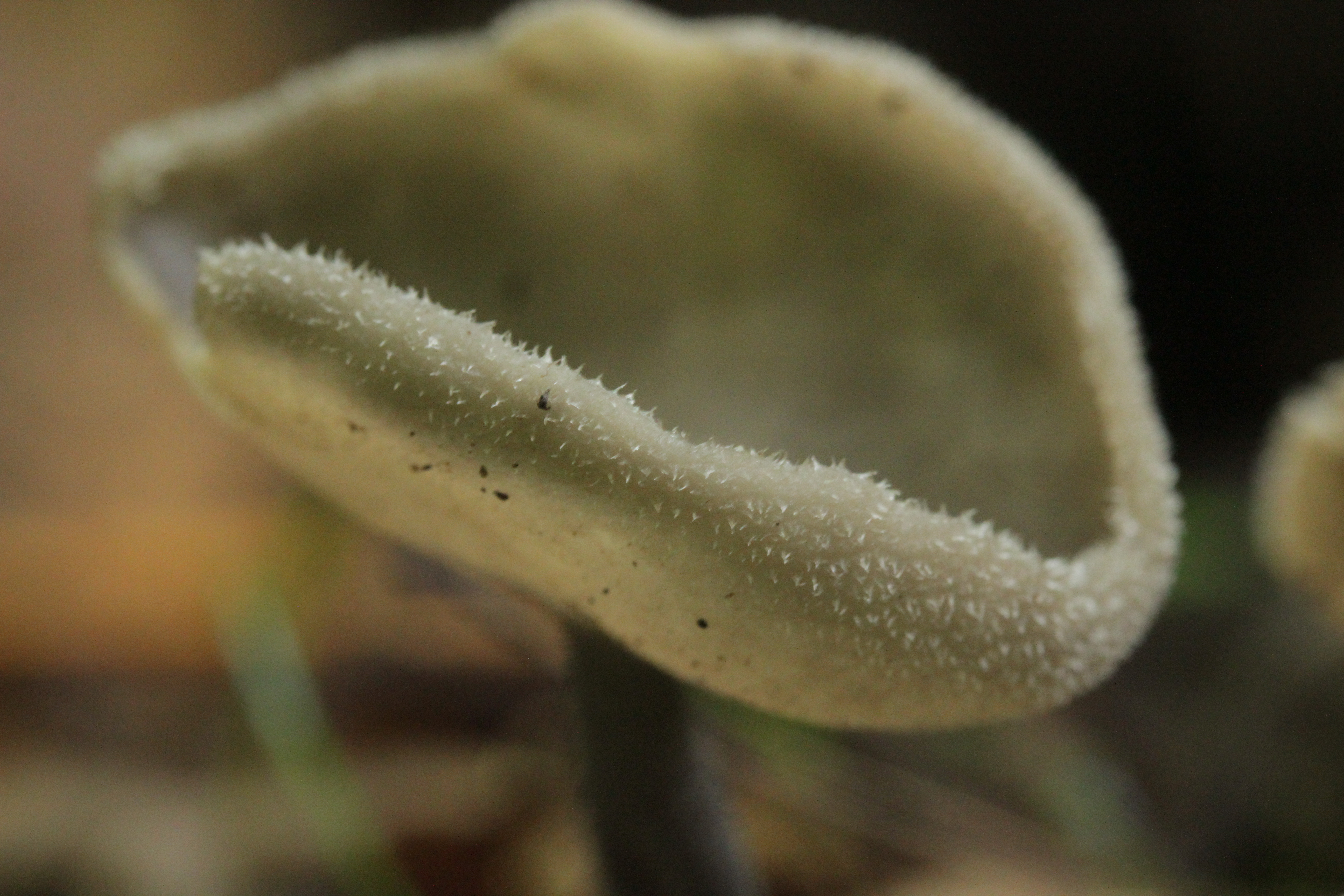
!Helvella ephippium!
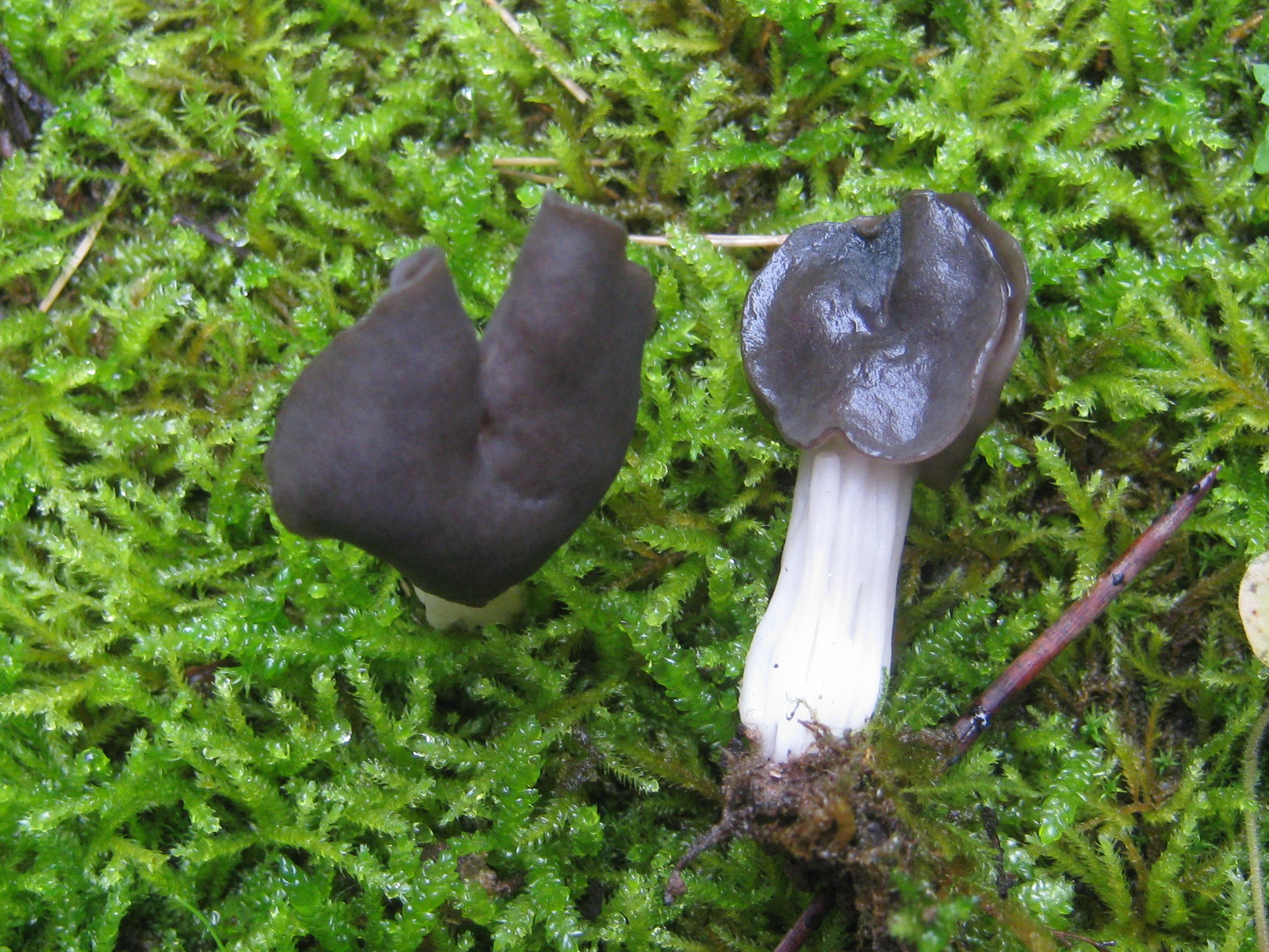
Helvella fusca

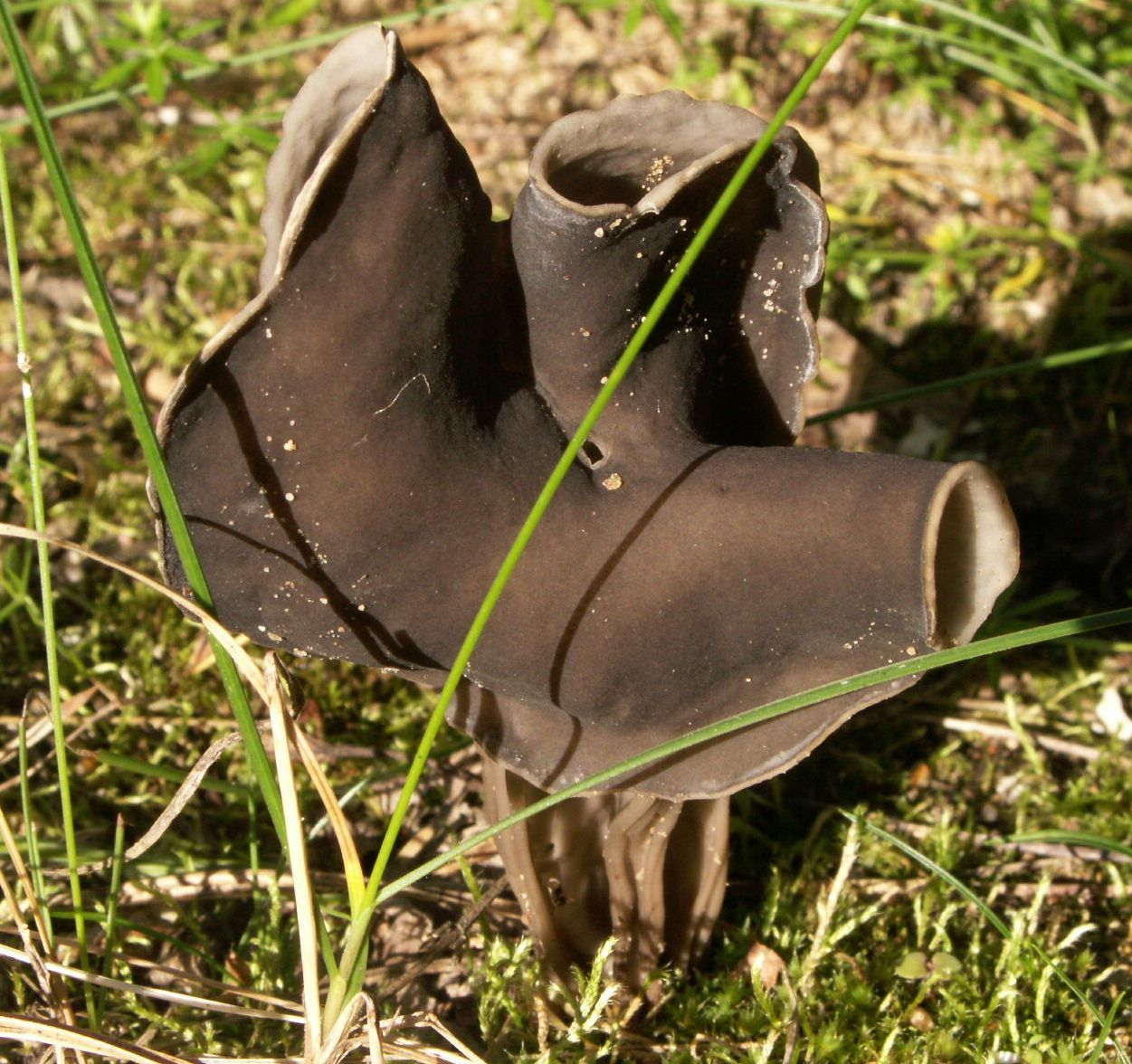
Helvella lacunosa
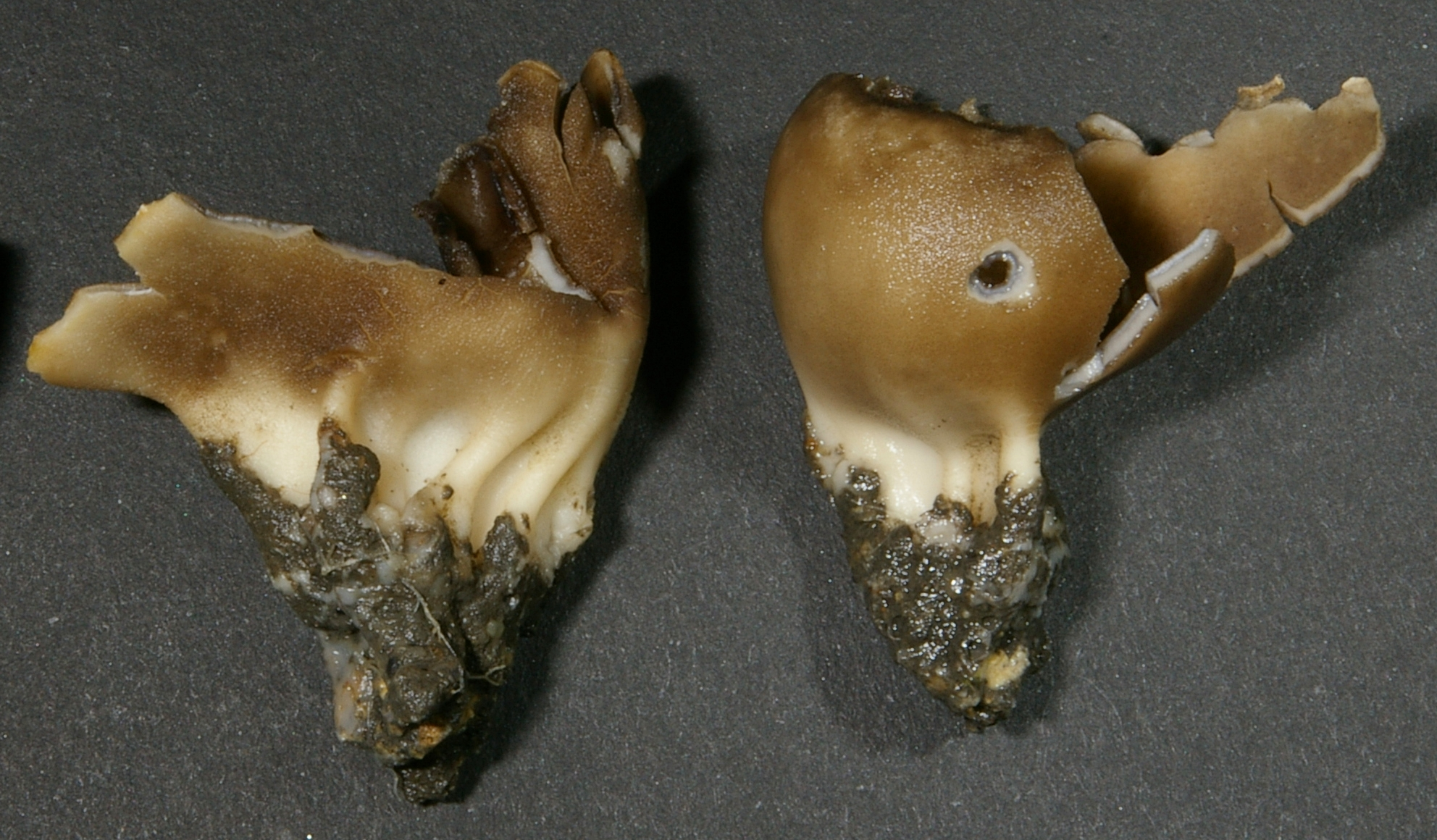
!Helvella leucomelaena!
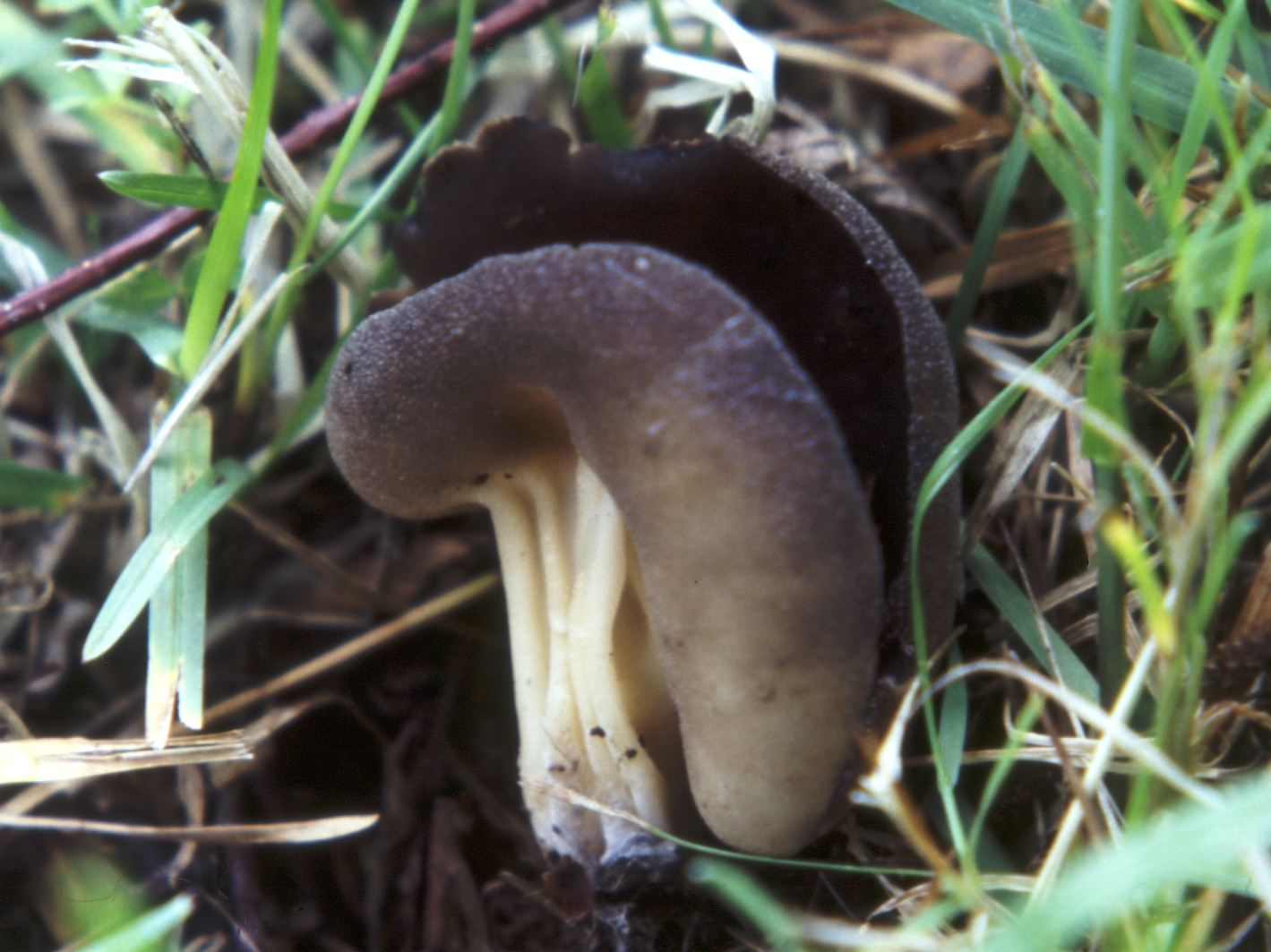
Helvella queletii
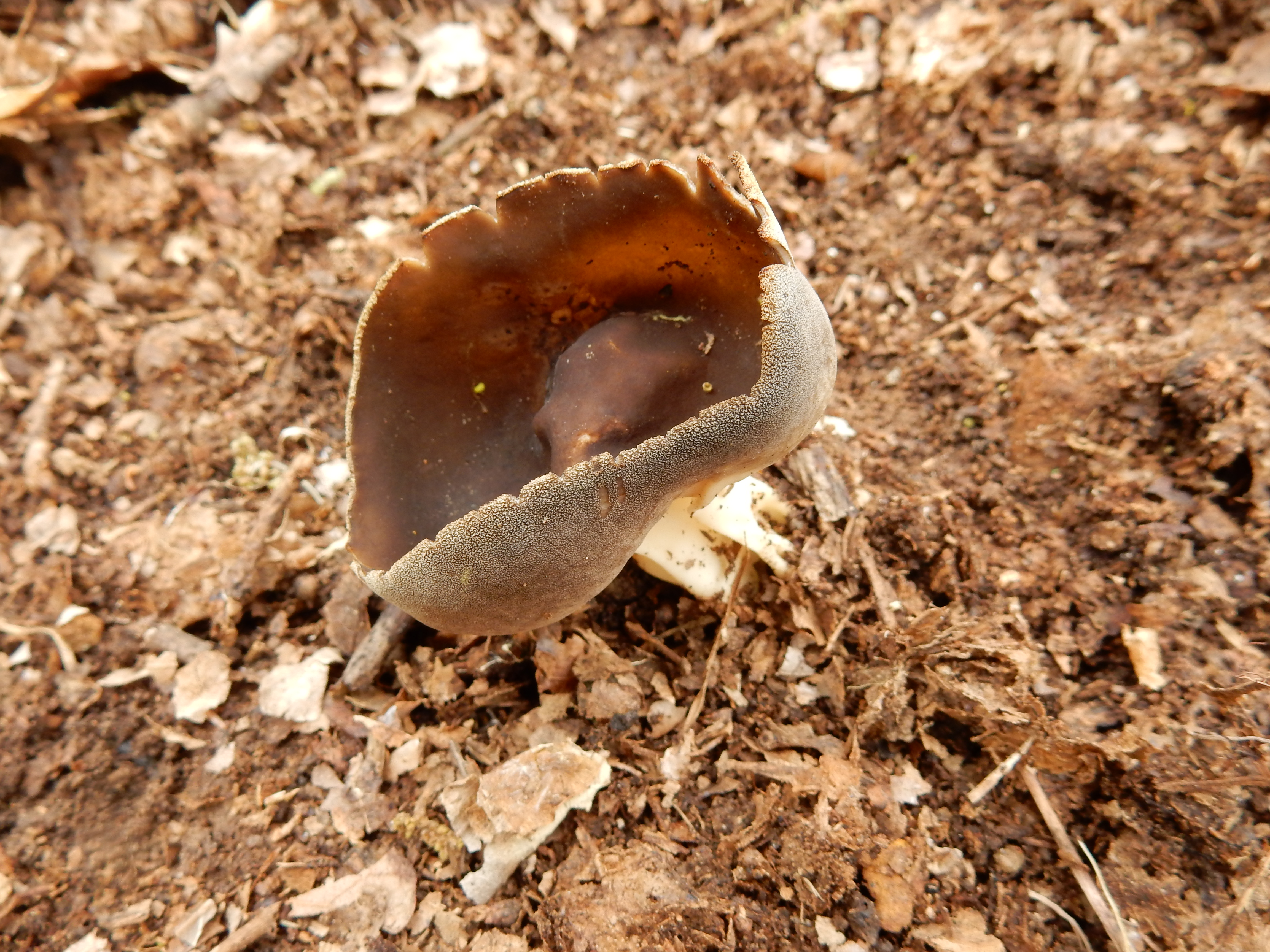
Helvella solitaria
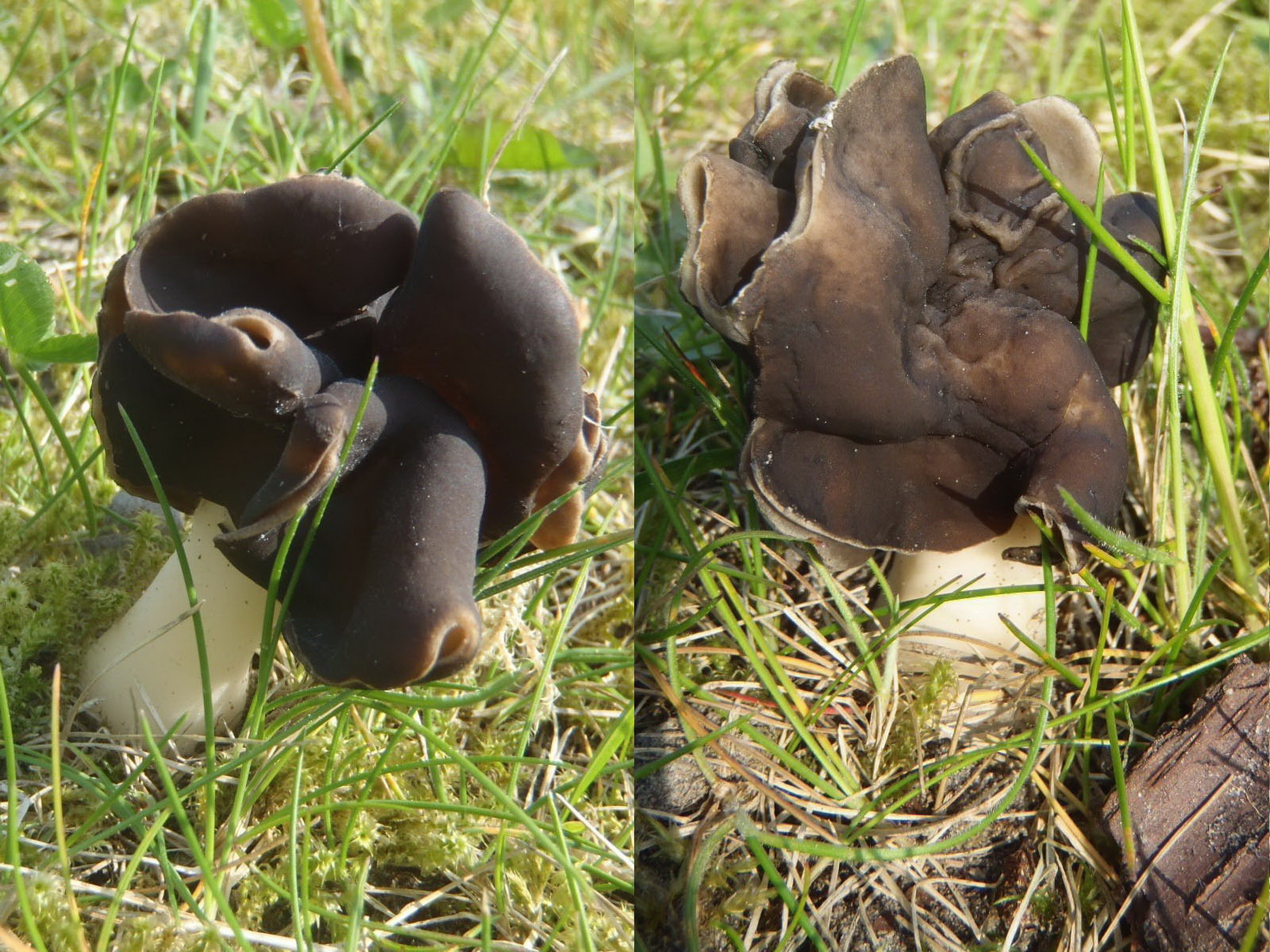
Helvella spadicea

## Valorificare
Soiul poate fi preparat ca zârciogul galben, dar este de calitate mai inferioară. Potrivit pentru consum sunt numai exemplare tinere. Trebuie menționat că păhăruțele nu pot fi mâncate crud, deoarece conțin acid elvelic, o toxină care se găsește de asemenea în toți zbârciogii, aceasta însă distrugându-se în timpul tratamentului termic sau la uscarea ciupercilor.

## Bibiliografie
- Marcel Bon: “Pareys Buch der Pilze”, Editura Kosmos, Halberstadt 2012, ISBN 978-3-440-13447-4
- Bruno Cetto, vol. 1-3, 4, 7 (vezi sus)
- Rose Marie Dähncke: „1200 Pilze in Farbfotos”, Editura AT Verlag, Aarau 2004, p. 526, ISBN 3-8289-1619-8
- Ewald Gerhard: „Der große BLV Pilzführer“ (cu 1200 de specii descrise și 1000 fotografii), Editura BLV Buchverlag GmbH & Co. KG, ediția a 9-a, München 2018, ISBN 978-3-8354-1839-4
- Jean-Louis Lamaison & Jean-Marie Polese: „Der große Pilzatlas“, Editura Tandem Verlag GmbH, Potsdam 2012, ISBN 978-3-8427-0483-1
- J. E. și M. Lange: „BLV Bestimmungsbuch - Pilze”, Editura BLV Verlagsgesellschaft, München, Berna Viena 1977, ISBN 3-405-11568-2
- Gustav Lindau: „Kryptogamenflora für Anfänger: Eine Einführung in das Studium der blütenlosen Gewächse für Studierende und Liebhaber“, vol. 2, Editura Julius Springer, Berlin 1922
- Till E. Lohmeyer & Ute Künkele: „Pilze – bestimmen und sammeln”, Editura Parragon Books Ltd., Bath 2014, ISBN 978-1-4454-8404-4
- Meinhard Michael Moser: „Kleine Kryptogamenflora der Pilze – vol. II a.: „Höhere Phycomyceten und Ascomyceten”, Editura Gustav Fischer, Jena 1963